# Yakakent (district)
Yakakent is een Turks district in de provincie Samsun en telt 9.521 inwoners (2007). Het district heeft een oppervlakte van 38,0 km². Hoofdplaats is Yakakent.
De bevolkingsontwikkeling van het district is weergegeven in onderstaande tabel.
| 1997   | 2000   | 2007  |
| ------ | ------ | ----- |
| 11.265 | 10.632 | 9.521 |